# Las vírgenes suicidas (novela)
Las vírgenes suicidas es la primera novela del autor estadounidense Jeffrey Eugenides, publicada en 1993. La historia, ambientada en Grosse Pointe, Míchigan, durante la década de 1970, se centra en las vidas de cinco hermanas Lisbon. El libro está escrito en primera persona del plural desde la perspectiva de un grupo anónimo de adolescentes que luchan por encontrar una explicación a la muerte de las Lisbon. El primer capítulo de la novela apareció en The Paris Review en 1990,  y ganó el Premio Aga Khan de Ficción en 1991. La novela fue adaptada al cine en 1999 por la directora Sofia Coppola, y protagonizada -entre otros- por Kirsten Dunst.

## Argumento
Cuando llega una ambulancia para recoger el cuerpo de Mary Lisbon, la última hermana en morir, un grupo de adolescentes anónimos del barrio recuerda los acontecimientos que condujeron a su muerte.
Los Lisbon son una familia católica que vivía en el suburbio de Grosse Pointe, Míchigan, durante la década de 1970. El padre, Ronald Lisbon, es profesor de matemáticas en la escuela secundaria local. La madre es una ama de casa estricta. La familia tiene cinco hijas adolescentes, atractivas y rubias: Cecilia de 13 años, Lux de 14 años, Bonnie de 15 años, Mary de 16 años y Therese de 17 años.
Sin previo aviso, Cecilia intenta suicidarse cortándose las venas en la bañera. Sin embargo, un chico del vecindario que se había colado en la casa la encuentra a tiempo y ella sobrevive. El psicólogo de Cecilia en el hospital sugiere que las niñas necesitan más interacción social y que la causa potencial del intento de suicidio de Cecilia fue la supresión de sus impulsos libidinales. Los padres permiten que las niñas organicen una fiesta con chaperones en su casa, con la esperanza de animar a Cecilia. Ella, sin embargo, se excusa de la fiesta, que se lleva a cabo en el sótano, sube las escaleras y salta por la ventana de su dormitorio del segundo piso, es empalada en un poste de la cerca de abajo y muere casi de inmediato.
Los padres, en particular la señora Lisbon, comienzan a vigilar más de cerca a las cuatro hijas que les quedan, aislando aún más a la familia de la comunidad. La muerte de Cecilia también aumenta el aire de misterio sobre las hermanas Lisbon para los chicos del vecindario, que anhelan saber más sobre la vida de las chicas.
Cuando comienzan las clases en otoño, Lux comienza un romance secreto con el galán local, Trip Fontaine. Trip negocia con los sobreprotectores padres para llevar a Lux al baile de bienvenida, con la condición de que también encuentre acompañantes para las otras tres hermanas. Después de ganar como rey y reina del baile de bienvenida, Trip convence a Lux de que abandone su grupo para tener relaciones sexuales en el campo de fútbol de la escuela. Luego, Trip la abandona, quien se queda dormida y no cumple con el plazo estipulado. Trip y Lux nunca vuelven a hablar.
La señora Lisbon saca a las niñas de la escuela y las mantiene en casa en lo que los niños describen como "aislamiento de máxima seguridad". El Sr. Lisbon también es despedido de su trabajo docente por preocupaciones de los padres de otros estudiantes.
Durante el invierno, los adolescentes anónimos ven a Lux teniendo relaciones sexuales por la noche en el techo de su casa con hombres desconocidos y sin nombre. La comunidad, muy unida, chismea y observa cómo la vida de los Lisbon se deteriora sin intervención ajena. Después de muchos meses de estricto confinamiento, las cuatro hermanas restantes se acercan a los niños del otro lado de la calle mediante señales luminosas y enviando notas anónimas. Los chicos deciden llamar a las chicas de Lisboa y comunicarse poniendo discos por teléfono para que las chicas compartan y expresen sus sentimientos.
Finalmente, una noche las chicas envían un mensaje a los chicos para que vengan a medianoche, lo que les hace creer que las ayudarán a escapar. Al entrar a la casa son recibidos por Lux, quien los invita a entrar y les dice que esperen a sus hermanas mientras ella va a arrancar el auto. Mientras los niños esperan, exploran la casa. En el sótano de Lisboa, los chicos descubren a Bonnie colgada de una cuerda atada a las vigas del techo; horrorizados, huyen de la casa.
Por la mañana, las autoridades vienen a buscar los cadáveres, ya que las chicas aparentemente habían hecho un pacto suicida: Bonnie se ahorcó, Therese sufrió una sobredosis de somníferos y Lux murió por intoxicación por monóxido de carbono después de encerrarse en el garaje con el coche en marcha. Mary, que había metido la cabeza en el horno de gas, sobrevive al intento y vive un mes más. Finalmente logra acabar con su vida mediante una sobredosis de pastillas para dormir. Los adultos de la comunidad siguen como si nada. La periodista local Linda Perl señala que los suicidios se produjeron exactamente un año después del primer intento de Cecilia y describe a las niñas como criaturas trágicas que estaban tan aisladas de la vida que la muerte no supuso un gran cambio.
Después de los funerales, el señor y la señora Lisbon abandonan Grosse Pointe y finalmente se divorcian. La casa se vende a una pareja joven del área de Boston. Todos los muebles y efectos personales de los Lisbon son desechados o vendidos durante una venta de garaje. Los narradores hurgan en la basura para recolectar recuerdos que guardarán para siempre. Veinte y tantos años después, como hombres de mediana edad con familias, lamentan los suicidios como actos egoístas de los que secretamente no han podido recuperarse emocionalmente. La novela termina con los hombres, ahora adultos, confesando que habían amado a las niñas pero que nunca las habían entendido realmente y que nunca sabrán los verdaderos motivos detrás de los suicidios.

## Adaptación cinematográfica
Sofia Coppola escribió el guion y dirigió una versión cinematográfica de 97 minutos, que se rodó en el verano de 1998 y se estrenó el 19 de mayo de 1999 en el Festival de Cine de Cannes. Las vírgenes suicidas fue el debut como directora de Sofia Coppola. La película se estrenó el 21 de abril de 2000 en Nueva York, San Francisco y Los Ángeles. Fue protagonizada por Kirsten Dunst, James Woods, Kathleen Turner y Josh Hartnett. La película es fiel a la novela, gran parte del diálogo y la narración están tomados palabra por palabra de su fuente. Recibió críticas favorables y obtuvo una calificación R por fuertes elementos temáticos que involucran a adolescentes.
La banda francesa Air creó la banda sonora de la película, también titulada Las vírgenes suicidas.

## Antecedentes
La inspiración para la trama del libro le llegó a Jeffrey Eugenides cuando la niñera adolescente de su sobrino le dijo que ella y sus hermanas habían planeado suicidarse. Cuando Eugenides preguntó por qué, la niñera se limitó a responder: "estábamos bajo mucha presión". Eugenides habla de esta inspiración en su entrevista en YouTube con The Paris Review. 
Eugenides dijo a la revista 3am: "Creo que si mi nombre no hubiera sido Eugenides, la gente no habría llamado al narrador coro griego". 
Varios escritores también han notado las similitudes entre Las vírgenes suicidas y la obra de 1945 La casa de Bernarda Alba de Federico García Lorca.   

## Otras lecturas
- Amor en el patio de recreo: paisaje y anhelo en Las vírgenes suicidas de Sofia Coppola, de Sam Savage

- Datos: Q2269564
- Multimedia: Jeffrey Eugenides / Q2269564